# Пифийские игры
Пифи́йские игры (др.-греч. Πύθια) — один из четырёх общеэллинских агонов, занимавший второе место после олимпийского и проходивший раз в четыре года в Дельфах. Проводились в честь Аполлона как победителя змея Пифона.

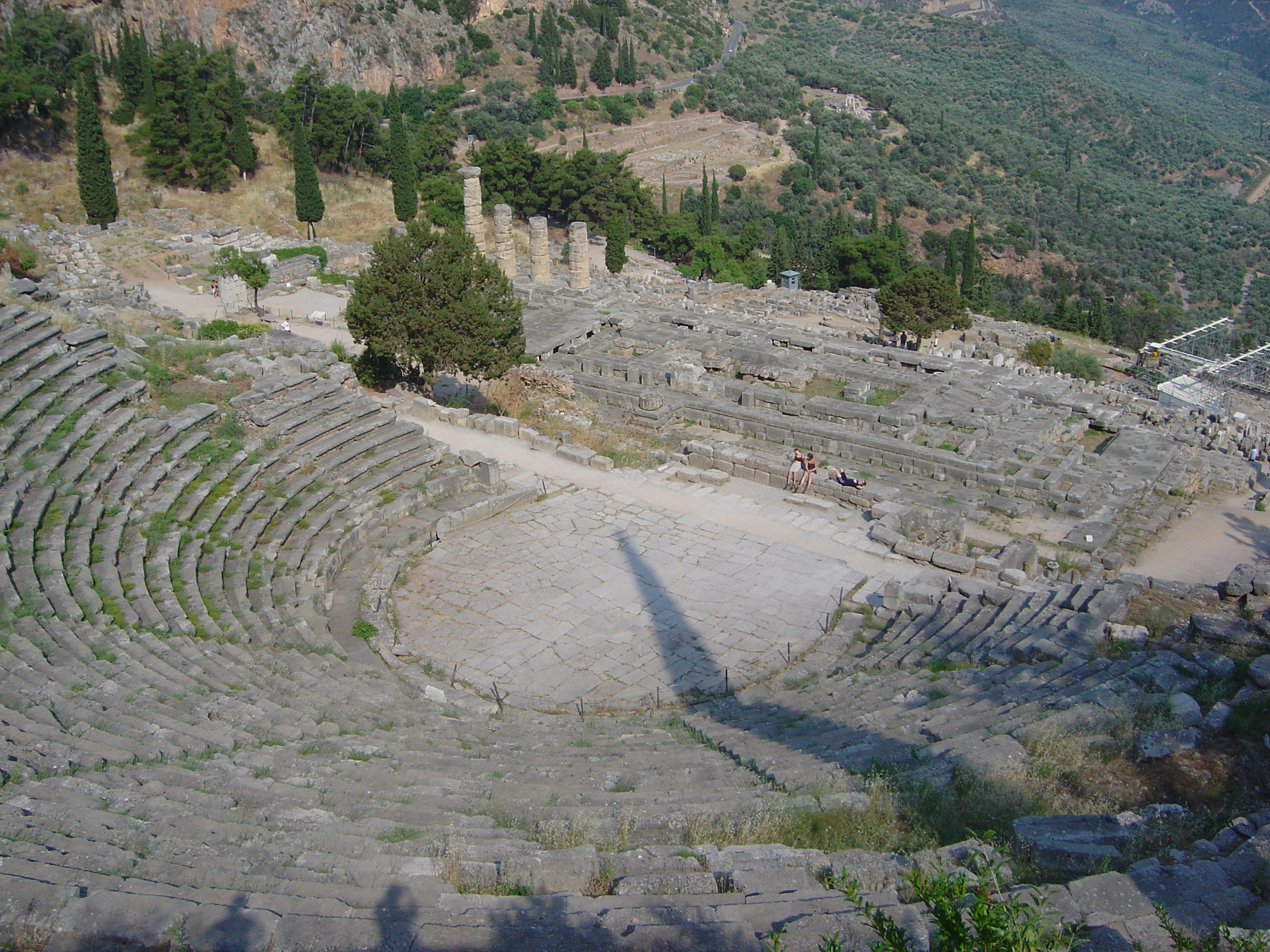
Амфитеатр в Дельфах, где проходили художественные соревнования

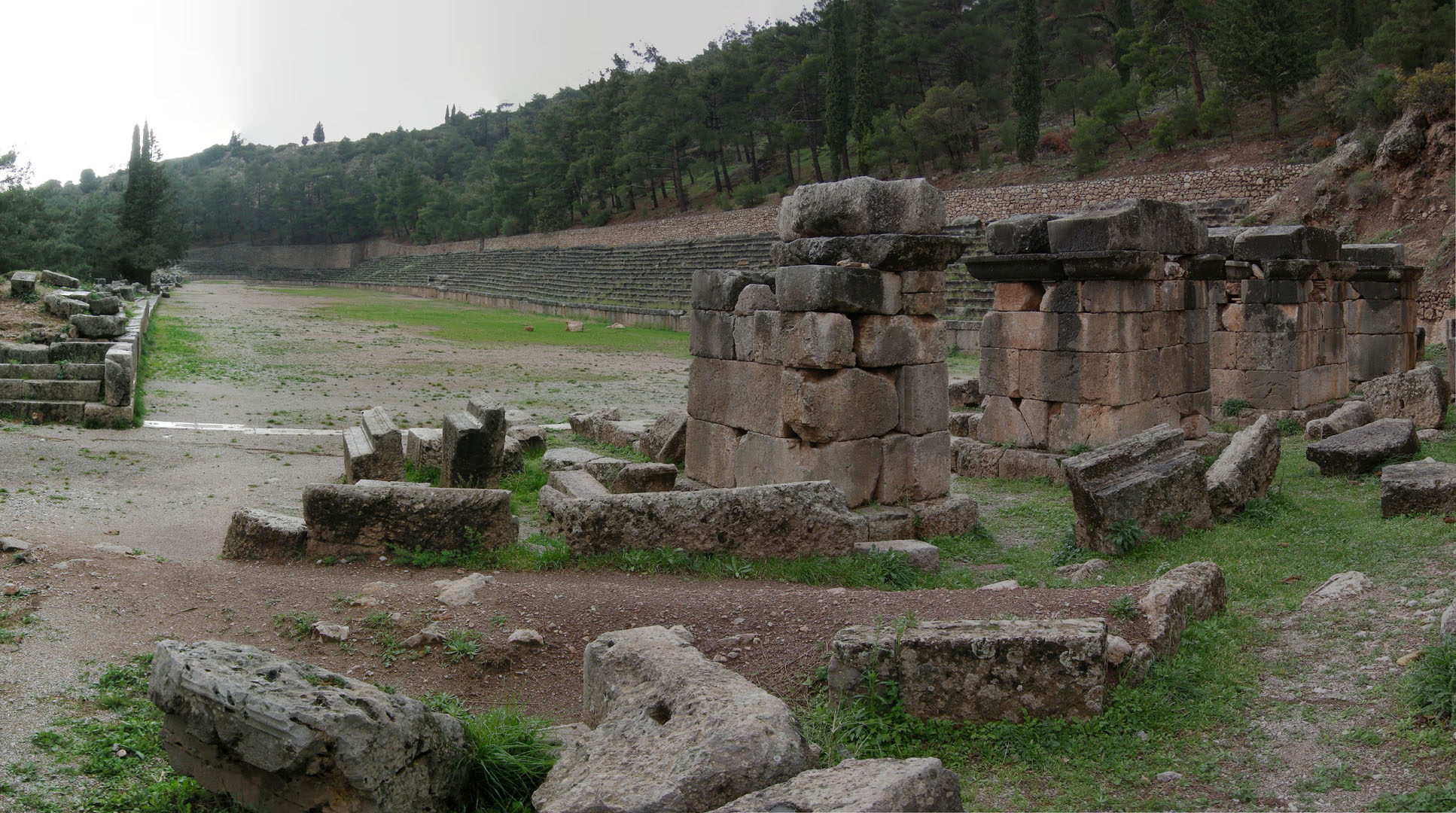
Стадион в Дельфах, где проводились спортивные состязания

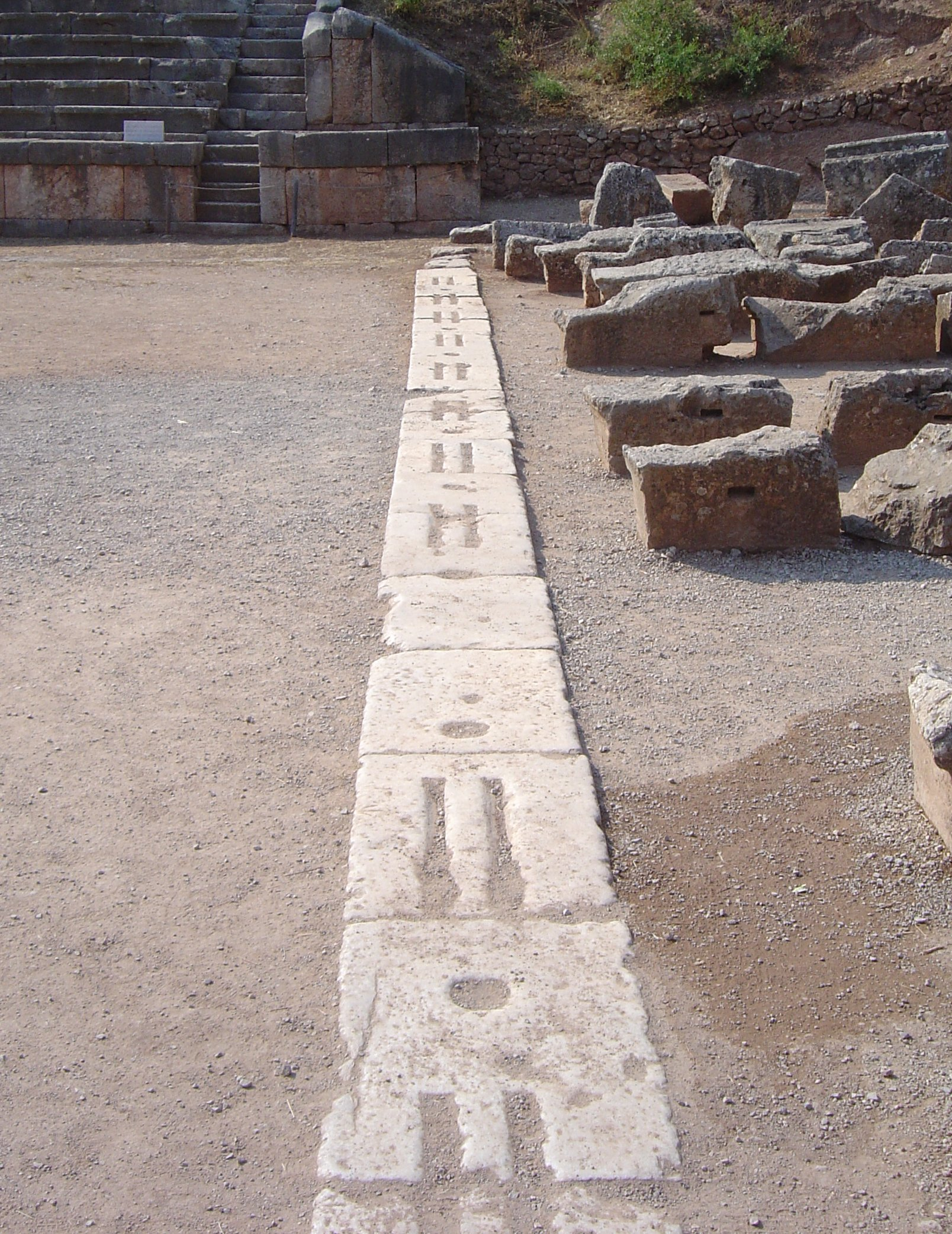
Стартовая линия стадиона

## История
Принцип состязательности играл огромную роль в жизни Эллады и пронизывал многие сферы деятельности греков: политику, торговлю, спорт, искусство и религию. Особое значение имели агоны — общегреческие игры, которые содействовали усилению национального самосознания эллинов. Варварам — чужеземцам — участие в общегреческих Играх было строго запрещено.
Широкую известность получили четыре древнегреческих праздника: Пифийские, Олимпийские, Истмийские и Немейские игры. Общегреческий характер этих Игр подчёркивали специальные призы для победителей — венки из ветвей различных растений-символов, поскольку в Элладе венки считались особо почётной наградой.
Пифийские игры проводились в честь Аполлона, бога солнечного света, гармонии, покровителя искусств и муз, объявлявшего людям волю Зевса. Согласно мифам, эти Игры были учреждены самим Аполлоном в честь его победы над драконом Пифоном. После победы к имени Аполлона прибавился эпитет «пифийский», а жрицы-прорицательницы его храма в Дельфах получили название пифии.
Поводом к регулярному проведению Пифийских игр считается Первая Священная война против гавани Кирры за право паломников беспошлинно посещать святилище в Дельфах. История Пифийских игр прослеживается, начиная в 582 г. до н. э., благодаря найденным надписям в честь Аристотеля и Каллисфена. После окончания Священной войны управление Играми перешло к Дельфийской Амфиктионии — Совету двенадцати греческих племён. С тех пор Игры стали проходить поздним летом один раз в четыре года, соответственно за год до Олимпийских Игр. Ежегодно справлялись малые пифии. Основное место проведения Пифийских игр — равнина в Дельфах, где расположены амфитеатр и стадион. Существуют также сведения, что кроме Великих Пифийских игр в Дельфах, многие города праздновали Малые игры. «Из надписей известно о 24 городах, по большей части в Азии, где проходили подобные празднества».
Первоначально Пифийские игры состояли только из музыкальных состязаний кифаредов, исполнявших пеан в честь Аполлона. В 590 г. до н. э. к пению под аккомпанемент кифары, добавили пение под аккомпанемент флейты и отдельно игру на флейте, а также гимнастические и конные соревнования. В отличие от других крупных античных праздников, музыкальные дисциплины постоянно сохраняли своё главенствующее значение на Пифийских играх в Дельфах, несмотря на включённые в их программу  зрелищные конкурсы атлетов, гонки квадриг и скачки.
Во время Пифийских игр проводились и состязания философов, так называемые Семь мудрецов, которые получили известность во всей Элладе.
Священный Мир, установленный на время проведения Игр, гарантировал как участникам, так и зрителям безопасную поездку в Дельфы и обратно домой. До нас дошли также упоминания о воодушевлении и восторге, с которым публика принимала участников соревнований. Большое количество людей стекалось в Дельфы, что приносило городу огромные доходы. Агора становилась на время Игр представительным торговым местом для художественных товаров.
Пифийские игры были прежде всего играми чести. В награду победителю вручался венок из лавра — дерева, посвящённого Аполлону. Ветви лавра для них приносили из священной рощи Темпейской долины. Иногда победителям оказывали особые почести и устанавливали статуи. Особенно заметным был почёт в родном городе. Полисы активно поддерживали своих представителей, чтобы те во время Игр могли добиться успеха.
Эти античные Игры упоминали в своих сочинениях Плутарх, Овидий, Геродот, Диодор. Лирический поэт Пиндар слагал хвалебные песни — энкомии, — в частности, и в честь победителей Пифийских игр.
С утверждением христианства в конце IV века перестали проводиться все Панэллинские игры, поскольку они были языческими праздниками, прославлявшими различных богов.

## Ход Игр
Многие свидетельства того времени и документы, повествующие о Пифийских играх, были уничтожены человеческим насилием или стихийными бедствиями. Но все сохранённые источники подчёркивают великолепие и блеск Игр. Записи, сделанные Аристотелем, дают нам представление о торжествах.
Игры длились от шести до восьми дней и начинались со священного театрального действа, воссоздающего победу Аполлона над Пифоном. Во время торжественной процессии в храме Аполлона совершалось большое праздничное жертвоприношение. На четвёртый день после праздничного пиршества начинались Игры.
В театре города Дельфы проводились музыкальные и театральные соревнования, а на стадионе города — атлетические состязания.
Из-за гористой местности Дельф гонки на колесницах проходили на равнине у города Криса.
Художественные дисциплины:
- Гимн богу Аполлону
- Соревнования в игре на флейте и кифаре, с пением или без него
- Соревнования в театральном и танцевальном искусстве
- Выставки-продажи художественных изделий на агоре

## Известные участники
Фаилл из Кротона  трижды одерживал победу в Пифийских играх: дважды в пятиборье и в стадионном беге.

## Возрождение
По причине разрушительных землетрясений и под слоем более поздних отложений город Дельфы и святилище Аполлона практически исчезли с лица земли.  В XVII веке английские и французские исследователи безуспешно искали местонахождение древних Дельф. Только в 1870-е годы археологи из Германии и Франции начали систематические раскопки, благодаря которым Дельфы снова явились миру.
Археологические материалы пролили новый свет и на историю Пифийских игр. Среди находок оказалось несколько гимнов Аполлону с древней нотацией, что обогащает наши представления о музыке разных времён и народов.
В первой половине XX века в масштабах одной страны — Греции были проведены два этнографических Дельфийских фестиваля (в 1927 и 1930 годах) по инициативе греческого поэта Ангелоса Сикелианоса, поддержанной его американской супругой Евой Палмер. В античном амфитеатре  Дельф состоялось  театрализованное представление трагедии Эсхила «Прометей прикованный», на стадионе проходили соревнования атлетов, борцов, конников и др.. Несмотря на популярность, идея продолжения Дельфийских фестивалей долго не получала государственной поддержки из-за начала мирового экономического кризиса и общего снижения финансовых возможностей. Современные фестивали в Дельфах,  возобновившие эту традицию, тоже относятся к категории этнографических шоу и ориентированы прежде всего на туристов.
В настоящее время, начиная с 1997 года, проводятся различные Дельфийские игры.
Под названием «Пифийские игры»  в Санкт-Петербурге проходят циклы концертов-состязаний, в которых соревнуются композиторы и музыканты, а победителей определяет аудитория.